# 직무승계권
직무승계권은 검사 동일체원칙 하의 권한으로 검찰총장, 각급검사장 및 지청장이 소속검사의 직무를 자신이 처리하는 것을 말한다.

## 같이 보기
- 검사동일체의 원칙